# Chloropsina minima
Chloropsina minima är en tvåvingeart som först beskrevs av Becker 1911.  Chloropsina minima ingår i släktet Chloropsina och familjen fritflugor. Inga underarter finns listade i Catalogue of Life.